# Iván Illich
Iván Illich (Viena, 4 de septiembre de 1926 - Bremen, 2 de diciembre de 2002) fue un pensador austríaco polifacético y polémico, clasificado como anarquista, autor de una serie de críticas a las instituciones clave del progreso en la cultura moderna. Criticó la educación escolar, la medicina profesional y de patente, así como el trabajo ajeno y no creador, y el consumo voraz de energía necesaria para el desarrollo económico como una negación de la equidad y la justicia social, entre otros muchos temas. Su obra se inscribe dentro de las corrientes antiindustriales.
Su esplendor surgió al conocerse sus primeras publicaciones en los años 70, para caer luego en un aparente olvido, pues su lectura está ligada al surgimiento de diversos movimientos sociales (ambientalistas, equidad, minorías).[cita requerida]

## Biografía

### Orígenes
Iván Illich nació en 1926 en Viena, en una familia con antecedentes judíos, dálmatas y católicos. Al nacer, los médicos le desahuciaron, pero a pesar de estos pronósticos adversos el recién nacido iniciaría su vida de viajero pues ese mismo año viajaba a Dalmacia, parte del entonces Reino de Yugoslavia, a recibir la bendición que su abuelo tenía reservada para el primogénito de su hijo.

### Estudios
Entre 1936 y 1941 vivió principalmente en Viena con su abuelo materno; era considerado entonces como medio judío. En 1941 tuvo que huir a Italia porque ya se le consideraba simplemente judío. Estudió histología y se graduó con honores en cristalografía en la Universidad de Florencia.
Entre 1942 y 1946 estudió y se graduó con los más altos honores en teología y filosofía en la Universidad Pontificia Gregoriana de Roma. Fue ordenado sacerdote, y no aceptó un ofrecimiento de trabajo como diplomático de la Santa Sede, sino que prefirió trabajar como párroco asistente en Nueva York. Francis Spellman, entonces Arzobispo de Nueva York le asigna la parroquia de Puerto Rico en Washington Heights, Manhattan.

### México
En 1956 fue nombrado vicerrector de la Universidad Católica de Puerto Rico y en 1966 fundó el Centro Intercultural de Documentación (CIDOC) en Cuernavaca, México, un centro de investigación que impartía cursos de lengua y cultura hispanoamericana a los misioneros norteamericanos.
Illich solicitó y obtuvo una dispensa para el ejercicio profesional sacerdotal. Dicha dispensa fue concedida a finales de los años 60.
Tras diez años de labor, las publicaciones e ideas emanadas del CIDOC le enfrentaron con la Santa Sede y el propio gobierno mexicano del entonces presidente Luis Echeverría Álvarez. En 1976, en el mismo día de su fundación, el centro se cerró con el consentimiento de quienes allí laboraban y el acuerdo para distribuir equitativamente el producto de su liquidación. Algunos de los profesores establecieron escuelas de idiomas en Cuernavaca, y dieron inicio así a un importante fenómeno económico y cultural que aún subsiste en dicha ciudad.

### Viajes
A partir de los años 80, Illich viajó intensamente, y repartió su tiempo entre los Estados Unidos de América, México y Alemania. Hizo una estancia como profesor visitante de filosofía y de "Ciencia, tecnología y sociedad" en la Universidad Estatal de Pensilvania, e impartió seminarios y encuentros en la Universidad de Bremen.

### Salud y fallecimiento
Durante los últimos veinte años de su vida sufrió un proceso cancerígeno de tumores en la cara que, en congruencia con su crítica a la medicina institucionalizada, se negó a tratar con métodos "profesionales". Practicó en cambio técnicas terapéuticas de meditación y yoga. Los últimos años fumó opio, como analgésico, para mitigar el tremendo dolor causado por el tumor. En una fase inicial de diagnóstico le dieron una esperanza de vida de apenas algunos meses, pero llegó a sobrevivir casi veinte años más, haciéndose cargo él mismo de su enfermedad, en una relación de sereno y estoico cristianismo.[cita requerida]

## Centro Intercultural de Documentación (CIDOC)
El Centro Intercultural de Documentación (CIDOC) se fundó en colaboración con Valentina Borremans, Fedora Stancioff y Gerry Morris, como resultado de las discusiones entre Illich y Reimer a partir de 1966. Inicialmente el CIDOC fungía como un centro de enseñanza de español que paulatinamente se convirtió en un espacio de reflexión y crítica en el cual se reunieron grandes pensadores como Paul Goodman, Erich Fromm, Peter Berger, Paulo Freire y Sergio Méndez Arceo, entre otros.

## La sociedad desescolarizada
Iván Illich aseguraba que antes de 1958 jamás había dudado del valor de hacer obligatoria para todos la educación; sin embargo, fue en este mismo año cuando, al conocer a Everett Reimer y tras una serie de debates, se percataron de que "[...] para la mayoría de los seres humanos, el derecho a aprender se ve restringido por la obligación de asistir a la escuela".
La sociedad desescolarizada (1971) es una crítica a la educación tal y como se lleva a cabo en las economías "modernas", pues considera que la educación tal y como se vive en ellas se reduce al consumismo, forzando a los aprendices a cursar un currículo obligatorio. De igual manera, afirma que el sistema escolar vive en la ilusión de que "la mayoría de lo que se aprende es resultado de la enseñanza". Sin embargo, al igual que Marshall McLuhan, sostiene que, en su mayoría, los aprendizajes se obtienen de manera casual y principalmente fuera de la escuela, incluso pone como ejemplo el aprendizaje de lenguas: "La mayoría de las personas que aprenden bien otra lengua, lo logran a causa de circunstancias especiales y no de un aprendizaje secuencial"; por lo tanto, confirma que "si las escuelas son el lugar equivocado para aprender una habilidad, son el lugar aún más equivocado para obtener educación".
Lleno de observaciones críticas sobre los planes de estudios de su tiempo, el libro puede parecer desfasado, pero sus afirmaciones y propuestas básicas siguen siendo tan radicales hoy como lo fueron en su momento.
A través de ejemplos reales sobre la naturaleza ineficaz de la educación escolarizada como el anterior, Illich se mostraba favorable al autoaprendizaje, apoyado en relaciones sociales libremente intencionadas en encuentros y conversaciones fluidas e informales:

La educación universal por medio de la escolarización no es factible. No sería más factible si se la intentara mediante instituciones alternativas construidas según el estilo de las escuelas actuales. Ni unas nuevas actitudes de los maestros hacia sus alumnos, ni la proliferación de nuevas herramientas y métodos físicos o mentales (en el aula o en el dormitorio), ni, finalmente, el intento de ampliar la responsabilidad del pedagogo hasta que englobe las vidas completas de sus alumnos, dará por resultado la educación universal. La búsqueda actual de nuevos embudos educacionales debe revertirse hacia la búsqueda de su antípoda institucional: tramas educacionales que aumenten la oportunidad para que cada cual transforme cada momento de su vida en un momento de aprendizaje, de compartir, de interesarse. Confiamos en estar aportando conceptos necesarios para aquellos que realizan tales investigaciones a grandes rasgos sobre la educación --y asimismo para aquellos que buscan alternativas para otras industrias de servicio establecidas.

## La convivencialidad
Si en La sociedad desescolarizada (1971) centra su crítica a la reducción del aprendiz como mero consumidor, en La convivencialidad (1973) expande su análisis de los problemas que genera lo que él denomina el monopolio del modo de producción industrial. En la sociedad industrializada, la herramienta se vuelve contra el hombre, poniendo a este al servicio de aquella. En contraposición, propone la proliferación de herramientas justas que se pongan al servicio del hombre en colectividad. Estas herramientas deben cumplir tres exigencias:
- Deben ser eficientes sin avasallar la autonomía personal.
- No deben suscitar amos ni esclavos.
- Deben expandir el radio de acción personal.

El uso de este tipo de herramientas haría posible, para Illich, el paso a una sociedad de tipo convivencial:
“Llamo sociedad convivencial a aquella en que la herramienta moderna está al servicio de la persona integrada a la colectividad y no al servicio de un cuerpo de especialistas. Convivencial es la sociedad en la que el hombre controla la herramienta”.
El desarrollo de herramientas convivenciales iría de la mano de una creciente desprofesionalización de la sociedad. En el ámbito de la medicina, implicaría democratizar los conocimientos y los usos de la ciencia médica para que puedan incrementar los niveles de autonomía del individuo y la comunidad, disminuyendo la dependencia de los especialistas médicos. En el sistema de transportes, propone el abandono del imperativo de la velocidad, de la figura pasiva del “usuario” de transporte (que trae consigo la configuración de una ciudad centrándose en el automóvil y no en las personas) y de la consiguiente producción masiva de automóviles y de la velocidad como indicadores de desarrollo (que tiene como figura activa al ingeniero que planifica la ciudad veloz). En Energía y equidad (1974), profundizará este punto en lo que es un tratado político en pos del uso de la bicicleta. Por último, en el ámbito de la construcción apunta contra la figura del arquitecto que trae consigo el establecimiento de códigos de urbanismo que, al prescribir el cómo de la construcción de viviendas, terminan por producir que muy pocas personas puedan tener una vivienda, y que quienes la tengan no puedan “sentirse en casa” en cuanto que no participaron en ninguna instancia de su construcción.[cita requerida]
Si bien puede leerse la obra de Illich como un tratado normativo, él aclara que lo que intenta es crear una guía para actuar, definiendo indicadores “que hacen guiños cada vez que la herramienta manipula al hombre”.

## Obras
- La sociedad desescolarizada (1971) ISBN 968-27-0490-1
- La convivencialidad (1973). Editorial Virus ISBN 978-84-92559--35-0. Disponible para descarga
- Energía y equidad (1974) ISBN 968-433-011-1 ISBN 968-27-0489-8
- Alternativas (1974) ISBN 968-27-0319-0
- Juicio a la escuela (1975)
- Némesis médica. La expropiación de la salud (1976). Editorial Irrecuperables, 2020
- Educación sin escuelas (1976) ISBN 84-297-1244-5
- La escuela y la represión de nuestros hijos (1979) ISBN 978-84-7020-141-7
- Para Schumacher (1981) ISBN 978-84-7214-223-7
- Profesiones inhabilitantes (1981) ISBN 978-84-7214-224-8
- El género vernáculo (1982) ISBN 968-27-0379-4
- Ecofilosofías (1984) ISBN 978-84-85351-47-3
- El H2O y las aguas del olvido (1985) ISBN 968-27-0535-5
- En el viñedo del texto. Etología de la lectura: un comentario al Didascalicón de Hugo de San Víctor (1993) ISBN 968-16-6531-7 (Fondo de Cultura Económica)
- El derecho al desempleo útil y sus enemigos profesionales (2015). ISBN 978-84-942496-7-9
- Obras completas Volumen I. Fondo de Cultura Económica, 2006 Disponible para descarga
- Obras completas Volumen II. Fondo de Cultura Económica, 2008 Disponible para descarga

En inglés
- Deschooling Society (1971) ISBN 0-06-012139-4 ISBN 0-06-012139-4 ISBN 0060803818
- Tools for Conviviality (1973) ISBN 0-06-080308-8 ISBN 0-06-012138-6
- Energy and Equity (1974) ISBN 0061361535 ISBN 0-06-080327-4
- Medical Nemesis (1976) ISBN 0-394-71245-5 ISBN 0-7145-1095-5 ISBN 0-7145-1096-3
- Toward a History of Needs (1978) ISBN 0-394-41040-8 ISBN 0-394-73501-3
- Shadow Work (1981) ISBN 0-7145-2711-4 ISBN 0-7145-2710-6
- Gender (1982) ISBN 0-394-52732-1
- H2O and the Waters of Forgetfulness (1985) ISBN 0-911005-06-4
- ABC: The Alphabetization of the Popular Mind (1988) ISBN 0-86547-291-2
- In the Mirror of the Past (1992) ISBN 0-7145-2937-0
- In the Vineyard of the Text: A Commentary to Hugh's Didascalicon (1993) ISBN 0-226-37235-9
- Ivan Illich in Conversation interviews with Cayley, David. (1992)(Toronto: Anansi Press).
- The Rivers North of the Future - The Testament of Ivan Illich as told to David Cayley (2005) ISBN 0-88784-714-5 (Toronto: Anansi Press)
- Corruption of Christianity Illich, Ivan (author); Cayley, David (editor) (2000) ISBN 0-660-18099-5
- The Right to Useful Unemployment and its Professional Enemies (1978) ISBN 0-7145-2628-2